# Lago Seloi
Der Lago Seloi (deutsch Seloi-See) ist ein temporärer See in Osttimor, der sich in der Regenzeit bildet. Er liegt im Osten des Suco Seloi Craic und reicht bis an die Grenze zum Suco Seloi Malere (Verwaltungsamt Aileu, Gemeinde Aileu). Um ihn herum liegen die Dörfer Casamou, Lio, Siliboro, Colihoho, Aibitikeou, Lidulalan und Cotbauru. An seinen Ufern wird Reis angebaut. Zahlreiche Vogelarten finden sich an dem See. Traditionelles Recht (Tara Bandu) regelt die wirtschaftliche Nutzung des Sees.

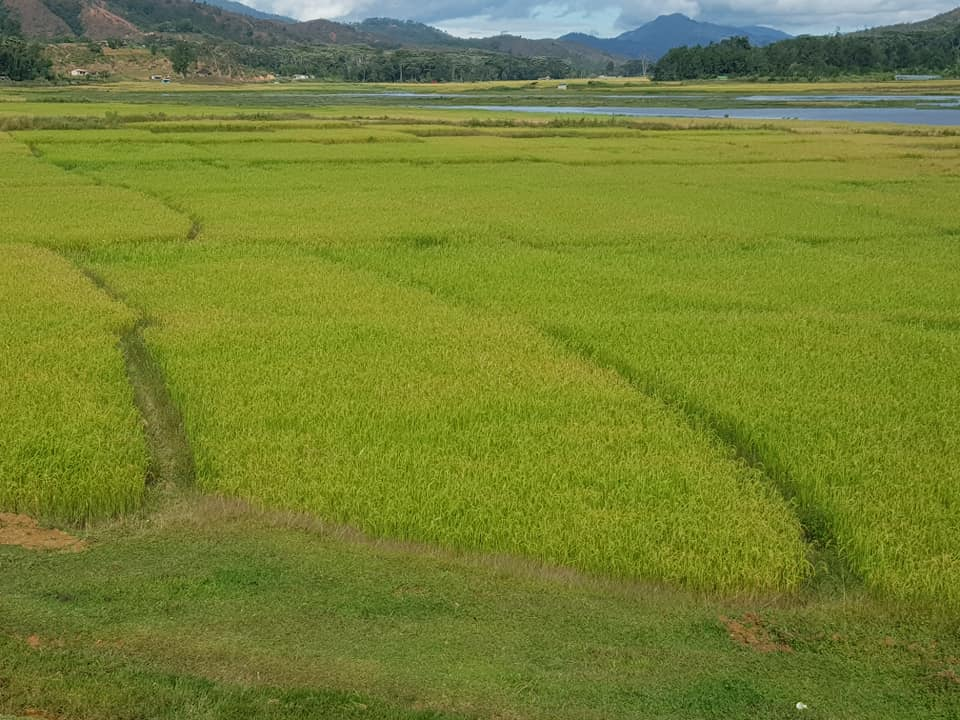
Reisfelder am See
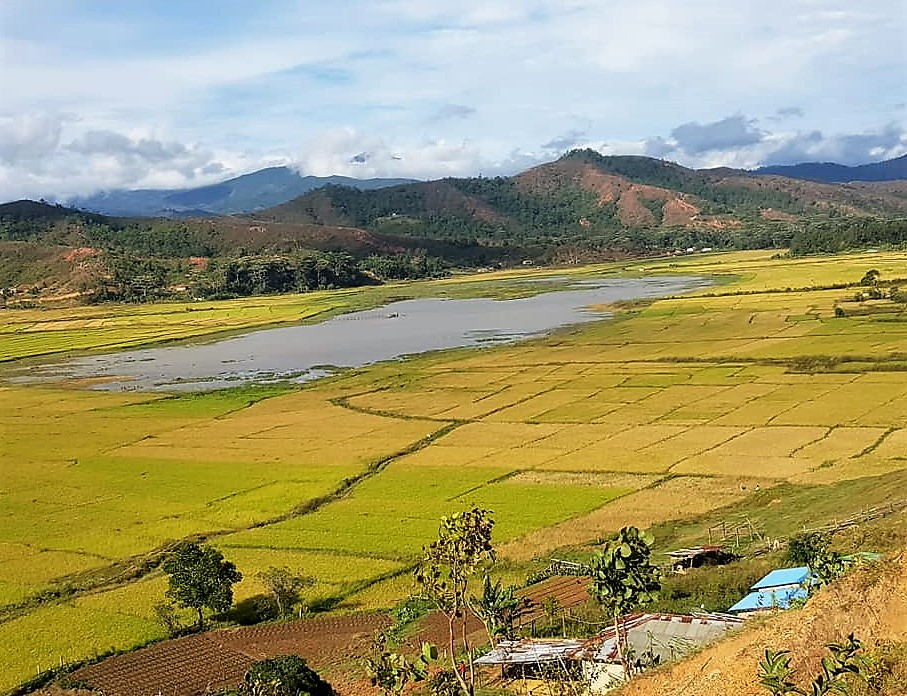
Der See im Juni 2022